# Cliché 51

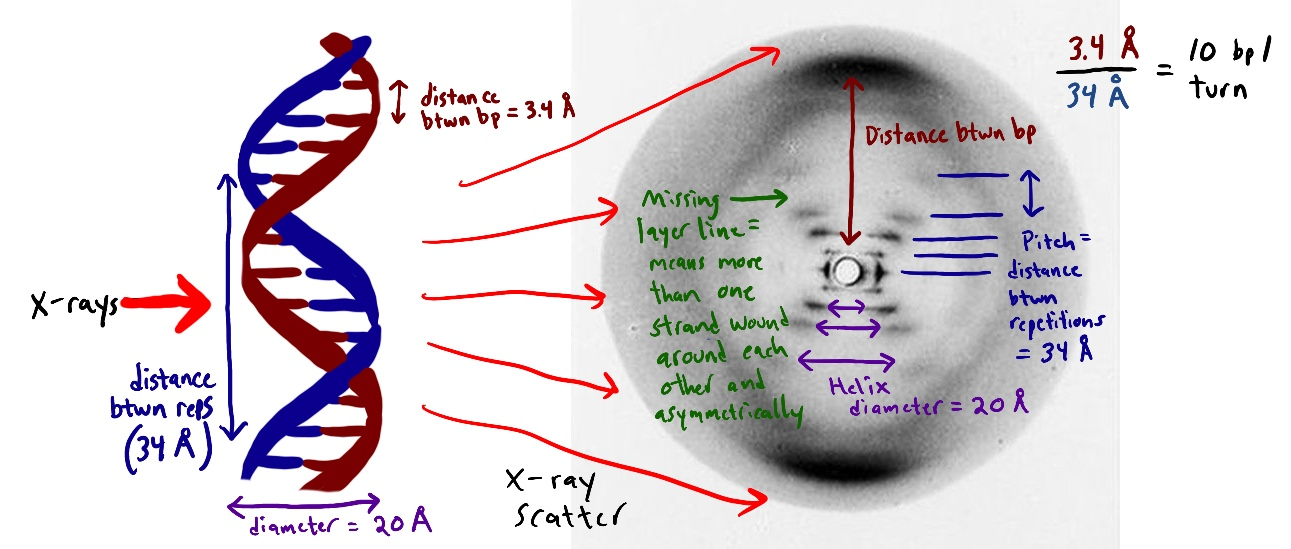
Explication schématique de la méthode employée pour photographier la photo 51.

Le cliché 51 est le nom donné à une image obtenue par la méthode de Laue (cristallographie aux rayons X) prise en mai 1952 au King's College de Londres par Raymond Gosling, alors qu'il travaillait sous la direction de Rosalind Franklin, dans l'équipe de John Randall. Il s'agissait du 51e cliché de diffraction obtenu par Franklin et Gosling. Il apporta un élément déterminant pour la détermination de la structure en double hélice de l'ADN.
Maurice Wilkins montra ce cliché à James Watson à l'insu de Rosalind Franklin car Gosling était revenu dans son équipe et Randall lui avait donné pour consigne de partager toutes ses informations avec Wilkins. Avec Francis Crick, Watson utilisa les données du cliché 51, ainsi que celles d'autres sources, pour élaborer le modèle tridimensionnel de l'ADN. Leurs travaux, ainsi que ceux de Gosling et de Franklin, furent publiés en 1953 dans le même numéro de Nature.